# Gleiwitz II
Gleiwitz II – niemiecki nazistowski podobóz Auschwitz-Birkenau, zlokalizowany w Gliwicach.

## Historia
Wiosną 1944, z inicjatywy zarządu Deutsche Gasrusswerke GmbH, utworzono w Gliwicach dwa obozy pracy przymusowej. Były zlokalizowane przy ulicy Pszczyńskiej, tuż przy fabryce sadzy przemysłowej.
Pierwszy z obozów był przeznaczony dla niewolników, głównie Polaków, a drugi – dla Żydów, nosił nazwę Rü Lager Degusa (Rüstenlager), Gleiwitz-Steigern lub Zwangsarbeiterlager Degusa Gleiwitz-Steigern Deutsche Gasrusswerke GmbH.
3 maja 1944 obóz stał się podobozem Auschwitz-Birkenau, a nazwę zmieniono na Arbeitslager Gleiwitz II.
18 stycznia 1945 obóz został rozwiązany, więźniów wyprowadzono na trasę ewakuacyjną, lecz po przejściu 20 kilometrów zawrócono, a więźniowie zostali wywiezieni koleją na zachód – mężczyźni do Sachsenhausen, a kobiety do Ravensbrück.
Po wojnie w miejscu obozu mieściły się Zakłady Chemiczne „Carbochem”.

## Więźniowie
Na początku do obozu przybyło ok. 260 mężczyzn i ok. 250 kobiet. W maju 1944 do Gliwic przyjechał transport około dwóch tysięcy Żydów z Węgier.
Więźniowie mieszkali w siedmiu drewnianych barakach, z których 3 znajdowały się po wydzielonej płotem stronie żeńskiej, a cztery po stronie męskiej.

### Praca
Więźniowie pracowali głównie przy rozbudowie fabryki sadzy, naprawie maszyn oraz w pobliskich zakładach Borsig Koks-Werke, a więźniarki przy obsłudze generatorów sadzy w wysokich temperaturach (które wynosiły około 60–70 °C) oraz w gęstych oparach olejów. Musiały też wynosić w kubłach o temperaturze 300 °C oleiste odpady, przez co dochodziło do ciężkich poparzeń. Inne więźniarki musiały pakować do worków tłustą, klejącą się do skóry, trudną do zmycia sadzę, która doprowadzana była przez rury z hali produkcyjnej.

## Pamięć po obozie
Na terenie dawnego obozu w 1979 został postawiony pomnik. Monument ma kształt prostopadłościanu z pozostawionym trójkątnym otworem, nawiązującym do obozowych oznaczeń więźniów. Na tablicy umieszczono napis: „Na tym terenie w latach drugiej wojny światowej istniał hitlerowski obóz – filia obozu koncentracyjnego KL Auschwitz-Birkenau. Pamięci ofiar nazizmu. Towarzystwo Opieki nad Majdankiem. Towarzystwo Przyjaciół Gliwic.  Gliwice 1979”